# Оруа
Оруа́ (фр. Oroix, окс. Auroish) — коммуна во Франции, находится в регионе Юг — Пиренеи. Департамент — Верхние Пиренеи. Входит в состав кантона Бордер-сюр-л’Эшес. Округ коммуны — Тарб.
Код INSEE коммуны — 65341.

## География

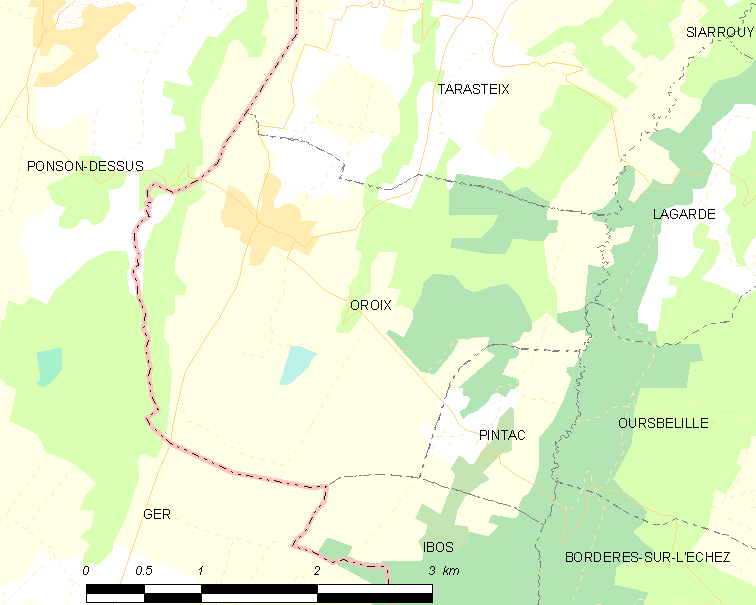
Карта коммуны

Коммуна расположена приблизительно в 650 км к югу от Парижа, в 125 км западнее Тулузы, в 12 км к северо-западу от Тарба.
На востоке коммуны протекает река Желин.

## Климат
Климат умеренно-океанический с солнечной тёплой погодой и обильными осадками на протяжении практически всего года.

## Население
Население коммуны на 2010 год составляло 120 человек.
| 1962 | 1968 | 1975 | 1982 | 1990 | 1999 | 2010 |
| ---- | ---- | ---- | ---- | ---- | ---- | ---- |
| 126  | 122  | 122  | 119  | 117  | 122  | 120  |

## Администрация
| Период | Период | Фамилия      | Партия | Примечания |
| ------ | ------ | ------------ | ------ | ---------- |
| 2001   | 2020   | Мишель Сюзак |        |            |

## Экономика
В 2010 году среди 66 человек трудоспособного возраста (15-64 лет) 54 были экономически активными, 12 — неактивными (показатель активности — 81,8 %, в 1999 году было 72,4 %). Из 54 активных жителей работали 52 человека (27 мужчин и 25 женщин), безработных было 2 (0 мужчин и 2 женщины). Среди 12 неактивных 5 человек были учениками или студентами, 4 — пенсионерами, 3 были неактивными по другим причинам.